# Зинаид Мемишевић
Зинаид Мики Мемишевић (Сарајево, 26. април 1950 — Ванкувер, 7. јануар 2023) био је југословенски и канадски филмски и позоришни глумац.

## Биографија
Мемишевићево прво појављивање на филму било је 1966. године (филм Коњух планином) у малој улози дечака, а то је покренуло његов сан да постане глумац и да започне успешну глумачку каријеру. После дипломирања на Академији драмских уметности Универзитета у Београду 1973. године, постао је стални члан трупе Народног позоришта у Београду и наступао је на сцени у бројним представама. Такође је играо улоге у многим филмовима и ТВ серијама који су настајали у Југославији током 1980-их и 1990-их.
Након распада Југославије, преселио се у Канаду 1994. са породицом и тамо наставио своју каријеру, глумећи у неколико филмова и ТВ серија. „Дао је најпознатији холивудски портрет” Виктора Тихонова, совјетског хокејаша и тренера, у филму Чудо (2004) и појавио се у камејама као председник Сергеј Макаренко у филму 2012.
Мемишевић је имао улоге у телевизијским филмовима Зграда (2009, режирао Тери Инграм), Рони и Џули (1997, режирао Филип Спинк), и у кратком филму Хенријев кафић (1998, режирали Тед Бортолин и Џеф Денам). Такође се појавио у неколико епизода различитих ТВ серија, као што су Досије Икс (1996), Да Винчијева истрага (2000 и 2002) и Џејк 2.0 (2003).
Године 2009. номинован је за награду Лео за најбољу мушку представу у категорији кратке драме за улогу у филму Папи и Спидстер (2009, режирала Бреј Норвис).
Мемишевић је одиграо значајну улогу у представи Неворлд театра и Тачстоун театра драме Важдија Муавада под називом Тиделин (2007), у којој се појавио заједно са својом ћерком Уном Мемишевић, која је такође глумица.
Мемишевић је преминуо у Ванкуверу, 7. јануара 2023. године, у 72. години живота.

## Филмографија
|                   | 1960 ▼ | 1970 ▼ | 1980 ▼ | 1990 ▼ | 2000 ▼ | 2010 ▼ | Укупно |
| ----------------- | ------ | ------ | ------ | ------ | ------ | ------ | ------ |
| Дугометражни филм | 2      | 2      | 4      | 1      | 4      | 1      | 14     |
| ТВ филм           | 0      | 3      | 3      | 3      | 2      | 0      | 11     |
| ТВ серија         | 0      | 3      | 8      | 3      | 5      | 1      | 20     |
| Кратки филм       | 0      | 0      | 0      | 1      | 1      | 0      | 2      |
| Видео             | 0      | 0      | 0      | 0      | 0      | 1      | 1      |
| Укупно            | 2      | 8      | 15     | 8      | 12     | 3      | 48     |

| Год.       | Назив                                       | Улога \|- style="background: Lavender; text-align:center; " | 1960-е ▲ | 1960-е ▲ | 1960-е ▲ | 1960-е ▲ |
| 1966.      | Коњух планином                              | Франица - дечак                                             |          |          |          |          |
| 1968.      | Quo vadis Живораде                          | /                                                           |          |          |          |          |
| 1970-е ▲   |                                             |                                                             |          |          |          |          |
| 1973.      | Позориште у кући ТВ серија                  | Плави                                                       |          |          |          |          |
| 1974.      | Зашто је пуцао Алија Алијагић ТВ филм       | Никола Петровић                                             |          |          |          |          |
| 1975.      | Песма ТВ серија                             |                                                             |          |          |          |          |
| 1975.      | Крај недеље ТВ филм                         | Синиша                                                      |          |          |          |          |
| 1976.      | Два другара ТВ серија                       |                                                             |          |          |          |          |
| 1977.      | Хајка                                       |                                                             |          |          |          |          |
| 1977.      | Кућна терапија ТВ филм                      | Синиша                                                      |          |          |          |          |
| 1978.      | Бошко Буха                                  |                                                             |          |          |          |          |
| 1980-е ▲   |                                             |                                                             |          |          |          |          |
| 1981.      | Светозар Марковић ТВ серија                 |                                                             |          |          |          |          |
| 1981.      | Седам секретара СКОЈ-а ТВ серија            |                                                             |          |          |          |          |
| 1981.      | Газија                                      |                                                             |          |          |          |          |
| 1982.      | Паштровски витез ТВ филм                    | Писарчић                                                    |          |          |          |          |
| 1983.      | Задах тела                                  | Поштар                                                      |          |          |          |          |
| 1985.      | Брисани простор ТВ серија                   | Лиско                                                       |          |          |          |          |
| 1986.      | Смешне и друге приче ТВ серија              | Коле                                                        |          |          |          |          |
| 1986.      | Разговори стари ТВ филм                     |                                                             |          |          |          |          |
| 1986.      | Одлазак ратника, повратак маршала ТВ серија |                                                             |          |          |          |          |
| 1986.      | Ловац против топа ТВ филм                   |                                                             |          |          |          |          |
| 1987.      | Бољи живот ТВ серија                        | Пилетов рођак                                               |          |          |          |          |
| 1988.      | Вук Караџић ТВ серија                       | Осман паса                                                  |          |          |          |          |
| 1988.      | Браћа по матери                             |                                                             |          |          |          |          |
| 1988.      | Четрдесет осма - Завера и издаја ТВ серија  |                                                             |          |          |          |          |
| 1989.      | Шведски аранжман                            |                                                             |          |          |          |          |
| 1990-е ▲   |                                             |                                                             |          |          |          |          |
| 1991.      | Апис ТВ филм                                |                                                             |          |          |          |          |
| 1996.      | Досије икс ТВ серија                        |                                                             |          |          |          |          |
| 1997.      | ТВ филм                                     | судија                                                      |          |          |          |          |
| 1997.      | ТВ филм                                     | Песхлов                                                     |          |          |          |          |
| 1997.      | ТВ серија                                   | младић                                                      |          |          |          |          |
| 1998.      | Кратки филм                                 | Џорџ                                                        |          |          |          |          |
| 1999.      | ТВ серија                                   | Дмитри                                                      |          |          |          |          |
| 1999.      |                                             | Јан                                                         |          |          |          |          |
| 2000-е ▲   |                                             |                                                             |          |          |          |          |
| 2000.      | ТВ филм                                     | руски генерал                                               |          |          |          |          |
| 2000.      | ТВ серија                                   | Владимов                                                    |          |          |          |          |
| 2000.      | ТВ серија                                   | капетан                                                     |          |          |          |          |
| 2001.      |                                             | Коља                                                        |          |          |          |          |
| 2002.      |                                             |                                                             |          |          |          |          |
| 2000 2002. | ТВ серија                                   | Професор Џим Шулте / Алфред                                 |          |          |          |          |
| 2003.      | ТВ серија                                   | службеник амбасаде                                          |          |          |          |          |
| 2003.      | ТВ серија                                   | Николај Исканов                                             |          |          |          |          |
| 2004.      | Miracle                                     |                                                             |          |          |          |          |
| 2009.      | ТВ филм                                     | Тадиус                                                      |          |          |          |          |
| 2009.      | Кратки филм                                 | Папи                                                        |          |          |          |          |
| 2009.      | 2012                                        | руски председник Сергеј Макаренко                           |          |          |          |          |
| 2010-е ▲   |                                             |                                                             |          |          |          |          |
| 2010.      | Видео                                       | Рус                                                         |          |          |          |          |
| 2016.      |                                             | Слава                                                       |          |          |          |          |
| 2017.      | ТВ серија                                   | Јурјевич                                                    |          |          |          |          |